# Lajos Kutasi
Lajos Kutasi, madžarski rokometaš, * 12. oktober 1915, † 1. januar 2007.
Leta 1936 je na poletnih olimpijskih igrah v Berlinu v sestavi madžarske rokometne reprezentance osvojil četrto mesto.